# Дулут (Џорџија)
Дулут (енгл. Duluth) град је у америчкој савезној држави Џорџија. По попису становништва из 2010. у њему је живело 26.600 становника.

## Демографија
Према попису становништва из 2010. у граду је живело 26.600 становника, што је 4.478 (20,2%) становника више него 2000. године.
| Група             | 2000.          | 2010.          |
| Белци             | 14.203 (64,2%) | 11.028 (41,5%) |
| Афроамериканци    | 2.623 (11,9%)  | 5.378 (20,2%)  |
| Азијати           | 2.851 (12,9%)  | 5.920 (22,3%)  |
| Хиспаноамериканци | 2.002 (9,0%)   | 3.732 (14,0%)  |
| Укупно            | 22.122         | 26.600         |